# Directory of Open Access Journals
O Directory of Open Access Journals (DOAJ) é um site que hospeda uma lista de periódicos de acesso aberto com curadoria da comunidade, e mantida pela Infrastructure Services for Open Access (IS4OA). O diretório define periódicos de acesso aberto como periódicos científicos e acadêmicos que disponibilizam todo o seu conteúdo gratuitamente, livre de qualquer taxa, sem demora ou exigência de registro do usuário, e atendendo a padrões de alta qualidade, notadamente por meio de revisão por pares ou controle de qualidade editorial.
O DOAJ foi lançado em 2003 na Universidade de Lund, na Suécia, com 300 periódicos de acesso aberto. O diretório adota a definição de acesso aberto da Budapest Open Access Initiative (BOAI) para definir os direitos exigidos dados aos usuários, para que o periódico seja incluído, como os direitos de "ler, baixar, copiar, distribuir, imprimir, pesquisar ou criar um link para o texto completo textos de [os] artigos, ou usá-los para qualquer outra finalidade legal ".  A missão do DOAJ é "aumentar a visibilidade, acessibilidade, reputação, uso e impacto de periódicos de pesquisa acadêmica de qualidade, revisados por pares e de acesso aberto".
Em 2015, o DOAJ lançou um processo de reavaliação com base em critérios de inclusão atualizados e ampliados. Ao final do processo (dezembro de 2017), cerca de 5.000 periódicos, dos 11.600 indexados em maio de 2016, haviam sido removidos de seu banco de dados, em sua maioria por falta de reavaliação. Apesar dessa remoção substancial, o número de periódicos incluídos no DOAJ continuou a crescer, chegando a 14.299 em 3 de março de 2020 . Atualmente, em agosto de 2020, o banco de dados independente contém mais de 15.060 periódicos de acesso aberto e 5.215.227 artigos cobrindo todas as áreas da ciência, tecnologia, medicina, ciências sociais e humanas.
O DOAJ disponibiliza uma planilha no Planilhas Google que é atualizada desde março de 2014 e identifica as revistas adicionadas e as revistas removidas, junto com a justificativa para a remoção.

Licença atribuída aos metadados do DOAJ

Todos os metadados do DOAJ estão licenciados pela Creative Commons CC BY-SA. Esta licença permite que outros remixem, adaptem e criem a partir do seu trabalho, mesmo para fins comerciais, desde que lhe atribuam o devido crédito e que licenciem as novas criações sob termos idênticos.

## História
A Open Society Institute financiou vários projetos relacionados ao acesso aberto após a Budapest Open Access Initiative (BOAI); o DOAJ foi um desses projetos. A ideia para a criação do diretório surgiu de discussões na primeira Conferência Nórdica sobre Comunicação Escolar em 2002.
A Lund University se tornou a organização para desenvolver e manter o DOAJ. Em janeiro de 2013 os Serviços de Infraestrutura para Acesso Aberto (IS4OA) assumiram o controle e manutenção do diretório.